# Московская пивоваренная компания
ЗАО «Московская пивоваренная компания» — российский производитель и дистрибьютор пива и безалкогольных напитков.  
С января 2022 года компания владеет 99% ООО «Волковская пивоварня».
Офис, завод, логистический и дистрибьюторский центры расположены в городе Мытищи Московской области на границе с Пироговским лесопарком.
С 2020 года входит в ТОП-500 крупнейших по выручке компаний России.

## Производство
В портфеле Московской пивоваренной компании собственные, импортные и произведенные по лицензии продукты. Производство пива началось в 2008 году. В 2009 году было выпущено первое пиво под собственной маркой — «Жигули Барное».
Главный пивовар, автор большинства рецептов пива компании и один из соучредителей компании — Михаил Ершов — обучался в Берлинском научно-исследовательском институте пивоварения.
Изначальная мощность завода составляла 2,4 млн гектолитров в год, к началу 2022 года она увеличилась до 8 млн. Вода добывается из шести собственных артезианских скважин с глубины 320, 190 и 80 метров. Завод оснащен оборудованием немецких компаний KRONES, KHS AG и Ziemann Ludwigsburg GmbH.

### Зеленые технологии, энергоэффективность
На производстве внедряются технологии энергоэффективности для снижения потребления энергии, снижения объема отходов и выбросов CO2.
- Варочный цех. Система рекуперации тепла - тепло от вторичного пара, который образуется при кипячении сусла, используется для нагрева следующей партии сусла. Таким образом завод экономит природный газ и пар.
- Бродильное отделение. Система рекуперации углекислоты. Во время брожения выделяется большой объем углекислоты. Благодаря системе рекуперации, перерабатывается  95% СО2, образующейся на этом этапе. Впоследствии она  используется в производстве пива и напитков.
- Очистные сооружения. Биологическая очистка стоков, включающая анаэробную стадию. В ходе этой очистки бактерии превращают стоки в биологический газ метан, более 90% которого впоследствии перерабатывается на газопоршневых установках в электроэнергию и тепло. Полученное тепло используется для нагрева стоков.  Полученная электроэнергия компенсирует 10–11% общего объема потребления завода.

## Хронология запусков пива и продуктов

### 2009
- Жигули Барное — светлый лагер в чешском стиле (алкоголь 4,9%, экстр. нач. сусла 12%, горечь 20 IBU).
- FAXE Premium (лицензия, Дания) — лагер (алкоголь 4,9%, экстр. нач. сусла 11,3%, горечь 23 IBU).

### 2010
- Bear Beer (лицензия, Дания) — крепкий лагер (алкоголь 8,3%, экстр. нач. сусла 17,5%, горечь 24 IBU).
- Соки Pago (лицензия, Австрия) — натуральные соки, производство которых началось в Австрии 1888 году

### 2011
- Kirin Ichiban (лицензия, Япония) — лагер (алкоголь 5%, экстр. нач. сусла 12%). Японский бренд пива. Особенность сорта в том, что его варят с использованием только первого сусла без промыва водой.

### 2012
- Хамовники Венское — венский лагер  (алкоголь 4,5%, экстр. нач. сусла 11%, горечь 21 IBU) - первый сорт в линейке марки Хамовники.
- Хамовники Пильзенское — пильзнер (алкоголь 4,8%, экстр. нач. сусла 12%, горечь 35 IBU). Пиво в традиционном немецком стиль пилс.  В 2021 году стало лучшим пивом из России по версии конкурса Frankfurt International Trophy.
- Хамовники Мюнхенское — мэрцен (алкоголь 5,5%, экстр. нач. сусла 13%, горечь 25 IBU).  «Мартовское»  - традиционный немецкий стиль пива, которое варится к фестивалю Октоберфест.
- Хамовники Баварское Пшеничное — вайсбир (алкоголь 4,8%, экстр. нач. сусла 12%, горечь 13 IBU).
- Вода Nestle Pure Life (лицензия).

### 2013
- Яхонт — натуральный квас.
- Жигули Барное Бархатное — темный лагер (алкоголь 4,5%, экстр. нач. сусла 11%, горечь  IBU) - темное пиво в чешском стиле.
- Хамовники Кеговое — лагер (алкоголь 5,5%, экстр. нач. сусла 13%) - разливное пиво, во время налива насыщается азотом, благодаря чему в бокале образуется «лавинный эффект».

### 2014
- Эль Мохнатый Шмель — американский янтарный эль (алкоголь 5%, экстр. нач. сусла 12%, горечь 27 IBU).
- Трехгорное - эль (алкоголь 4,9%, экстр. нач. сусла 12%, горечь 27 IBU).
- Hollandia (лицензия, Нидерланды) - лагер (алкоголь 4,8%, экстр. нач. сусла 11,2%, горечь 16 IBU).
- Хамовники Чешское — деситка (алкоголь 3,7%, экстр. нач. сусла 10%, горечь 20 IBU). Пиво в чешском стиле.

### 2015
- 5 Ocean — эль. Линейка пива с дображиванием в бутылке.

### 2016
- Lapin Kulta (лицензия, Финляндия) — лагер (алкоголь 4,5%, экстр. нач. сусла 10,5%, горечь 13 IBU).
- «Жигули Барное Безалкогольное» — безалкогольное пиво (алкоголь 0,5%, горечь 22 IBU). При его производстве используется 8 сортов хмеля:  Tettnanger, Tradition, Hersbrucker, Golding, Jaryllo, Mandarina Bavaria, Cascade, Citra.
- «Жигули Барное Export» — евролагер (алкоголь 4,8%, экстр. нач. сусла 12%, горечь 19 IBU).

### 2017
- HARP (лицензия, Ирландия) — ирландский лагер (алкоголь 5%, экстр. нач. сусла 11,5%, горечь 19 IBU).

### 2018
- МОТОР — крепкий лагер (алкоголь 8%, экстр. нач. сусла 18%, горечь 16 IBU).
- Ballantine Stout — стаут (алкоголь 4,1%, экстр. нач. сусла 10%, горечь 25 IBU). Сухой стаут в ирландском стиле, подается насыщенным азотом.
- Кружечка Чешского — лагер (алкоголь 4,3%, экстр. нач. сусла 10%, горечь 15 IBU). Пиво в чешском стиле.

### 2019
- «Жигули IPA» — сессионный IPA (алкоголь 4,5%, экстр. нач. сусла 10%, горечь 30 IBU). Пиво в крафтовом стиле сессионный IPA. Нефильтрованное пиво с американским хмелем. В отличие от стандартных сортов в стиле India Pale Ale, в сессионном акцент смещен с горечи на аромат.
- «Жигули Барное Пшеничное» — hefeweizen (алкоголь 4,9%, экстр. нач. сусла 11,4%, горечь 11 IBU).
- 5 Океан Немецкий пилснер — пилс (алкоголь 4,9%, экстр. нач. сусла 12%, горечь 35 IBU).
- 5 Океан Немецкий вайцен — пшеничное пиво (алкоголь 4,9%, экстр.нач.сусла 11,5%, горечь 12 IBU).
- 5 Океан Русский лагер — лагер (алкоголь 4%, экстр. нач. сусла 9,1%, горечь 29 IBU).
- 5 Океан IPA — IPA (алкоголь 4,5%, экстр. нач. сусла 10%, горечь 30 IBU).
- 5 Океан Чешский лежак — лагер (алкоголь 4,3%, экстр. нач. сусла 10%, горечь 16,5 IBU).

### 2020
- «Жигули Барное без пастеризации» — лагер (алкоголь 5,5%, экстр. нач. сусла 13,2%, горечь 20 IBU). Нефильтрованное непастеризованное пиво.
- «Мотор плюс Вишня» — крепкий лагер со вкусом вишни (алкоголь 6,9%, экстр. нач. сусла 16%, горечь 14 IBU).
- Кружечка Чешского Черное — чешский темный лагер (алкоголь 3,6%, экстр. нач. сусла 10%, горечь 14 IBU).

### 2021
- Max&Jack’s — хард-лимонад (алкоголь 4,7%) Напиток категории FMB (flavored malt beverages).
- Bavaria (лицензия, Нидерланды) — лагер (алкоголь 4,9%, экстр. нач. сусла 11,2%, горечь 20 IBU).
- «Хамовники Мед и пряности» — сбитень (алкоголь 5%). Напиток на основе и меда с добавлением пряностей.

### 2022
- Жигули Барное Манго-Маракуйя — фруктовое пиво (алкоголь 4,5%, экстр. нач. сусла 15%, горечь 15 IBU). Пиво с соком тропических фруктов.

- Schlitz Premium Helles — лагер (алкоголь 5,0%, экстр. нач. сусла 11,4%).

## Волковская пивоварня
Волковская пивоварня — один из самых известных производителей крафтового пива и лимонадов в России. Выпускает продукцию под марками India Pale Ale (IPA), American Pale Ale (APA), Blanche de Mazay, «Светлячок», «Волчок».
С 2022 года 99% ООО «Волковская пивоварня» принадлежит Московской Пивоваренной Компании.

## Спонсорство
- Московская Пивоваренная Компания с маркой пива «Трехгорное» стала партнёром футбольного клуба «Спартак» (Москва) в 2014 году[9].
- Марка «Жигули Барное» является официальным спонсором фестиваля Нашествие с 2015 года[источник не указан 387 дней].
- С 2020 года марка «Жигули Барное» — партнер Московского Марафона.
- Марка «Хамовники» с 2015 года является спонсором бильярдного турнира «Кубок Кремля»[10].
- Марка Хамовники была партнером теннисного турнира «Кубок Кремля» с 2015 по 2018 год[11].